# Demokratiska fronten för Palestinas befrielse
Demokratiska fronten för Palestinas befrielse (arabiska: الجبهة الديموقراطية لتحرير فلسطين, Al-Jabha al-Dimuqratiya Li-Tahrir Filastin), DFLP (Democratic Front for the Liberation of Palestine), är en tidigare marxist-leninistisk, numera mer allmänt socialistisk, palestinsk politisk och militär organisation, grundad 1969 som en utbrytning från PFLP (Folkfronten för Palestinas befrielse).
DFLP är primärt aktiva bland palestinier i Syrien och Libanon, med viss närvaro på Västbanken och Gazaremsan. Dess jordanska gren har konverterats till ett fristående politiskt parti, Jordanska demokratiska folkpartiet. DFLP:s nuvarande ledare Niaf Hawatmeh är bosatt i Syrien, varifrån DFLP även antas få ett visst finansiellt stöd. Deras uttalade målsättning har varit att upprätta en gemensam demokratisk stat, där araber och judar ska kunna leva fritt från diskriminering, utan klasser och nationellt förtryck. Under 1980-talet accepterade gruppen (till skillnad från det mer militanta PFLP) Yassir Arafats förhandlingar med Israel, och idén om en tvåstatslösning, även om man behåller enstatslösningen som "vision". Man inledde förhandlingar med israeliska vänsterintellektuella redan under 70-talet, och var pådrivande i försöken att upprätta kontakter mellan PLO och den israeliska fredsrörelsen, samtidigt som man insisterade på rätten till väpnat motstånd. DFLP:s beväpnade gren deltog i Hamas angrepp mot Israel den 7 oktober 2023.

## Historia
Under 1970-talet begick DFLP ett stort antal attacker mot Israel, inklusive gisslantagande och bombattacker mot civila. Terrorstrategin övergavs dock gradvis, i takt med att gruppen utvecklade sina idéer om en fredligt framförhandlad lösning, och ersattes så småningom av en doktrin som höll fast vid rätten till militärt motstånd, men förespråkade riktade angrepp enbart på ockupationsarmén. Under al-Aqsa-intifadan (fr. 2000) har DFLP utfört ett mindre antal attacker mot israeliska soldater på ockuperad mark, men tog redan från början avstånd från självmordsbombningar mot civila och attacker inne i Israel. DFLP är till skillnad från föregångarna PFLP, inte listad som en terrororganisation av USA eller EU.

## DFLP idag
De fanns i senaste parlamentsvalet representerade i koalitionen Alternativa Listan (al-Badil), där de förespråkade att permanenta förhandlingar med Israel skulle inledas, men man stod fast vid att de palestinska flyktingarna hade rätt att återvända till sina hem och tillhörigheter i Israel i enhet med FN resolution 194. Gruppens stöd i de palestinska områdena är svagt, med under fem procent av rösterna i de flesta mätningar och val (något mindre än PFLP). Den kan vara något större i vissa flyktingläger i Syrien och Libanon, men inga tillförlitliga mätningar finns därifrån.
Deltagande i Hamas angrepp 2023
DFLP:s beväpnade gren, de nationella motståndsbrigaderna, bekräftade sitt deltagande i kriget mellan Israel och Hamas 2023 genom sin militära talesman Abu Khaled. Den 7 oktober hävdade de att de hade förlorat tre krigare i strid med IDF och sade den 8 oktober att de var engagerade med israeliska styrkor i Kfar Aza, Be'eri och Kissufim.

## Syriska inbördeskriget
DFLP har under det syriska inbördeskriget tagit ställning för president Bashar al-Assad och det styrande Baathpartiet.